# Södra Fjölatjärnen
Södra Fjölatjärnen är en sjö i Årjängs kommun i Värmland och ingår i Göta älvs huvudavrinningsområde. Sjön är 13 meter djup, har en yta på 0,028 kvadratkilometer och befinner sig 212,6 meter över havet.